# زیردریایی غدیر ۹۴۸
زیردریایی غدیر ۹۴۸ یکی از زیردریایی‌های کلاس غدیر ساخت ایران است.
این زیردریایی در ۱۱ خرداد ۱۳۸۸ در بندرعباس به آب انداخته شد و به ناوتیپ منطقه یکم نداجا پیوست.
این زیردریایی به خاطر سبکی خود از چابکی لازم برای انجام سریع مأموریت‌ها برخوردار است و تجهیزات الکترونیکی و مخابراتی آن نیز به‌روز توصیف شده است.
این‌ زیردریایی‌‌ از قدرت‌ رهگیری‌‌ دقیق‌ شناورهای سطحی‌ و زیرسطحی‌ و‌ قدرت‌ مانور، قوس‌ سریع‌ و پنهان‌‌ شدن از رادارهای‌ پیشرفته‌‌ را نیز داراست‌.
سامانهٔ نوین‌ پرتاب‌ اژدر و شلیک‌ موشک‌ به‌ طور هم‌زمان‌ از دیگر ویژگی‌های آن است.